# (74125) 1998 QD59
(74125) 1998 QD59 – planetoida z pasa głównego asteroid okrążająca Słońce w ciągu 4,3 lat w średniej odległości 2,64 j.a. Odkryta 26 sierpnia 1998 roku.